# 無我明妃

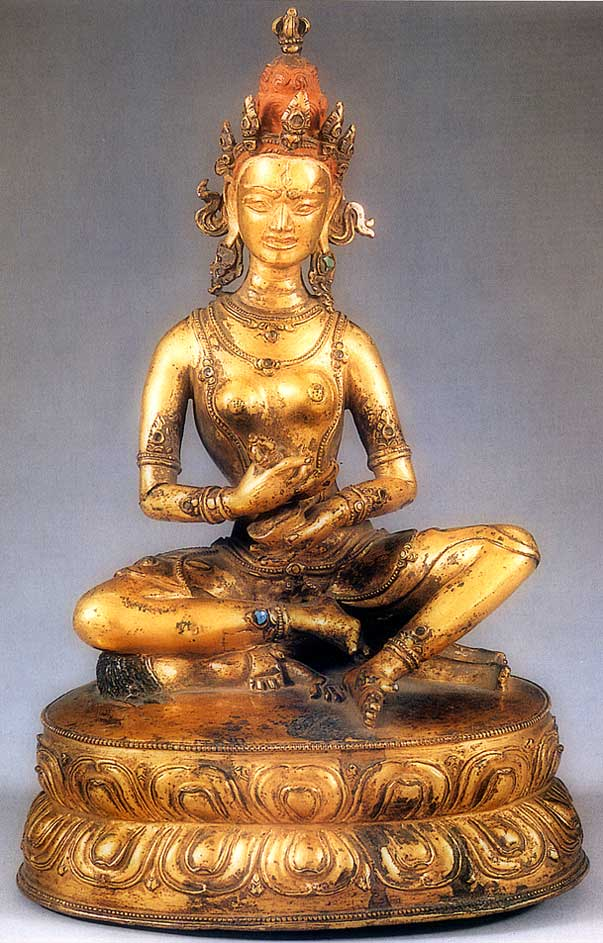
無我明妃像

無我明妃（梵文Nairātmyā，中文音譯“艿哈特蜜婭”，藏文'བྡག་མེད་མ་' bdag med ma），藏傳佛教無上瑜伽部（梵文 Anuttarayoga Tantra）主尊歡喜金剛之明妃，著名瑜伽女（yoginī），象征般若智慧。Nair 譯為“無”，ātmyā 譯為“我”（陰性形式），無我即為所證悟之空性。
無我明妃與其配偶吉祥歡喜金剛常現悲智結合雙身擁抱形像，有時也現散坐或遊戲坐單身形像。